# 하루야마역
하루야마역(일본어: 晴山駅)은 일본 이와테현 하나마키시에 위치한 동일본 여객철도 가마이시 선의 철도역이다. 단선 승강장 1면 1선의 구조를 갖춘 지상역이다.

## 역 주변
- 다니우치 우체국

## 역사
- 1914년
  - 4월 16일 : 이와테 게이벤 철도의 역으로서 개업, 종점역.
  - 12월 15일 : 이와네바시까지 연신개업해서 중간역으로 한다.
- 1936년 8월 1일 : 이와테 게이벤 철도의 국유화에 의해 일본국유철도 가마이시 선의 역으로 한다.
- 1943년 9월 20일 : 1,067mm 궤간으로의 개량 공사 완성.
- 1944년 10월 11일 : 일본국유철도 가마이시토 선의 개업에 수반해, 소속 노선명이 가마이시사이 선으로 변경되었다.
- 1950년 10월 10일 : 일본국유철도 가마이시 선의 전체 개통에 의해, 다시 가마이시 선의 역이 되었다.
- 1962년 11월 1일 : 화물 취급 폐지.
- 1987년 4월 1일 : 일본국유철도 분할 민영화에 의해, 동일본 여객철도가 승계.

## 인접 역
| 동일본 여객철도 가마이시 선 | 동일본 여객철도 가마이시 선 | 동일본 여객철도 가마이시 선 |
| --------------------------- | --------------------------- | --------------------------- |
| 쓰치자와 하나마키 방면      | ■ 가마이시 선               | 이와네바시 가마이시 방면    |